# Boțești (gmina w okręgu Vaslui)
Boțești – gmina w Rumunii, w okręgu Vaslui. Obejmuje miejscowości Boțești, Gănești, Gugești i Tălpigeni. W 2011 roku liczyła 2049 mieszkańców.